# Virgo amoena
Virgo amoena är en fjärilsart som beskrevs av Otto Staudinger 1888. Virgo amoena ingår i släktet Virgo och familjen nattflyn. Inga underarter finns listade i Catalogue of Life.